# Едуардо Фрей Руїс-Тагле
Альфрéдо Едуáрдо Хуáн Бернáрдо Фрей Руїс-Тáгле (ісп. Eduardo Alfredo Juan Bernardo Frei Ruiz-Tagle; нар. 24 червня 1942, Сантьяго, Чилі) — чилійський державний діяч, 32-й президент Чилі з 11 березня 1994 до 11 березня 2000 березня року. З 1992 року — голова Християнсько-демократичної партії Чилі. Старший син президента Чилі Едуардо Фрея Монтальва. Кандидат на посаду президента на виборах 2010 року.

## Біографія
Отримав інженерну освіту в Університеті Чилі.
У 1988 році заснував «Комітет за вільні вибори». На перших після військової диктатури вільних виборах обраний до Сенату. З 1992 голова Християнсько-демократичної партії.
На президентських виборах 1993 року було висунуто кандидатом в президенти від Коаліції партій за демократію (ККД), переміг, набравши 58 % голосів.
Після закінчення президентського терміну став як експрезидент довічним сенатором. 2005 року внаслідок конституційної реформи довічне членство в Сенаті було скасовано. На парламентських виборах 2005 року балотувався в Сенат і був обраний. У 2006—2014 роках сенатор. У 2006—2008 роках голова Сенату (як і його батько, обраний після президентства в Сенат і став його головою).
Кандидат на президента від ККД на виборах 2010 року. У першому турі посів друге місце, набравши 29,6 % голосів. У другому турі набрав 48 % і поступився Себастьянові Піньєрі.

## Нагороди
- Кавалер золотого ланцюга ордена Пія IX (Ватикан, 26 липня 1998)[1]